# Christian de Brunswick-Lunebourg
Ne doit pas être confondu avec Christian de Brunswick.
Christian (9 novembre 1566 – 8 novembre 1633) est duc de Brunswick-Lunebourg et prince de Lunebourg de 1611 à sa mort.

## Biographie
Deuxième fils du duc Guillaume « le Jeune » et de Dorothée de Danemark, il devient administrateur de la principauté épiscopale de Minden en 1599. Lorsque son frère aîné Ernest meurt sans enfant, il lui succède à la tête du Lunebourg. En 1617, il acquiert pour de bon la principauté de Grubenhagen, dont la lignée s'était éteinte en 1596 et qui avait été depuis lors disputée entre Lunebourg et Wolfenbüttel.
Lorsque la guerre de Trente Ans éclate, Christian se range tout d'abord dans le camp de l'empereur, puis il embrasse la cause protestante après l'occupation de Minden par Tilly en 1623 et l'Édit de Restitution de 1629. Il meurt en 1633 sans laisser d'enfant et son frère cadet Auguste lui succède.